# 大道寺裁許状
大道寺裁許状（だいどうじさいきょじょう）は、イエズス会士に与えられた、日本への教会創建の許可状。大道寺允許状（だいどうじいんきょじょう）とも。

## 概要
天文20年（1551年）にフランシスコ・ザビエルが日本を去った後、イエズス会士コスメ・デ・トーレスとフアン・フェルナンデスは、引き続き山口で活動を続けた。この時期（天文20年9月1日）、山口では陶晴賢の謀反で領主大内義隆が自害。翌年晴賢が大内氏の跡継ぎに迎えた大内義長が、トーレスたちにキリシタン教会である大道寺の創建を許可して与えたのが、大道寺裁許状であった。
木版刷りだった書状は、1570年にコインブラ版『イエズス会日本書翰集』に初めて印刷され、その後1574年のケルン版、1598年のエヴォラ版の各書簡集にも収載された（以下、原文）。
（「西域から来朝の僧（パードレ）に仏法（キリスト教）紹隆のために「彼寺家（教会・修道院）」を創建すべきことを許す）」。天文21年8月28日（1552年9月16日）大内義長加判）
イエズス会士書簡集には、原文の木版刷りが掲載され、その行間にポルトガル語の訳文が付記された。
ポルトガル語の訳文では。「大道寺」の名称が「天に通じる大なる道（大いなる天の道・天の道・天道）の寺」という意味の「grande caminho de ceo」に置き換えられている。他にも、訳文冒頭に公爵（大内義隆）が守護をつとめた国名として「周防国・長門国・豊前国・筑前国・安芸国・石見国・備後国・備中国」の8ヵ国が並べられているが実際は「周防国」のみ、僧・仏法・寺・住持といった仏教用語は聖人・パードレ（padre、司祭）・修道院（igreja＝教会）といった教会用語に置き換えられている、原文には無い「大道寺内には警察権が及ばない特権付与」という趣旨の文言がある、など原文とは相違している箇所が多々見られる。
この裁許状の原文に仏教用語が使われたことから、大内義長や山口の人たちは「デウスの教え（キリスト教）」を西域の天竺からやってきた仏教の一派と認識していたとする見解がある。しかし、高瀬弘一郎は来日直後で未だに日本におけるキリスト教用語の使用が定まっていない時期であることから、上記のように「キリスト教＝仏教の一派」と思われていたと速断することはできないとしている。